# 앤서니 라모스
앤서니 라모스(영어: Anthony Ramos, 1991년 11월 1일 ~ )는 미국의 배우, 가수이다.

## 출연 작품
- 페티 케이크$ (2017) - 앤서니 마르티네스 역
- 스타 이즈 본 (2018) - 레이먼 역
- 몬스터즈 앤 맨 (2018)
- 고질라: 킹 오브 몬스터 (2019) - 앤서니 마르티네스 역
- 트롤: 월드 투어 (2020) - 트롤렉스 왕 역 (목소리)
- 해밀턴 (2020) - 존 로렌스 / 필립 해밀턴 역
- 어니스트 씨프 - 레이먼 홀 역
- 인 더 하이츠 (2021) - 우스나비 데 라 베가 역
- 배드 가이즈 (2022) - 피라냐 역 (목소리)
- 트랜스포머: 비스트의 서막 (2023) - 노아 디아스 역
- 덤 머니 (2023) - 마르코스 가르시아 역
- 트위스터스 (2024) - 하비 역